# Річард Данн
Річард Патрік Данн (ірл. Risteárd Ó Duinn; 21 вересня 1979, Таллахт, Дублін) — ірландський футболіст, захисник клубу «Астон Вілла» та збірної Ірландії.

## Біографія

### Клубна кар'єра

#### Евертон
У шкільні роки Річард грав за Дублінську команду «Хоум Фарм», але був помічений скаутами «Евертона» і у віці 15 років переїхав у Ліверпуль в сезоні 1994—95. Наступний сезон Річард почав у складі резервістів клубу, де грав в одній команді з Тоні Гібертом і Леоном Османом. На початку 1997 року підписав з клубом 5-річний контракт і в тому ж році дебютував у першому складі у віці 17 років.

#### Манчестер Сіті
Восени 2000 року Річард перейшов до складу «Манчестер Сіті», який оцінив його в 3 мільйони фунтів. Данн швидко забронював за собою місце в основному складі. У перший його сезон клуб покинув Прем'єр Лігу, але за допомогою тренера Кевіна Кігана в наступному сезоні команда знову повернулася у вищий ешелон. Прекрасна і надійна гра дозволила Річарду отримати нагороду найкращого гравця Манчестер Сіті, яку він отримував чотири сезони поспіль з 2004 по 2008 роки. З 2006 року був капітаном «Манчестер Сіті». 4 липня 2008 року Дан підписав з клубом новий контракт до 2012 року. На свій 29 день народження відзначився голом у грі проти «Портсмута», який городяни виграли з рахунком 6-0. У цьому ж сезоні Річард, здобувши восьму червону картку в лізі, повторив рекорд Патріка Вієра і Данкана Фергюсона.

#### Астон Вілла
Але після того, як в «Манчестер Сіті» прийшли Коло Туре і Джолеон Лескотт, пішли чутки, що Дан може покинути Манчестер і перейти до «Астон Вілли». 27 серпня «Астон Вілла» підтвердила свою зацікавленість до захисника і в результаті Данн перейшов до складу бірмінгемського клубу за 5 мільйонів фунтів. Дебютував Річард відразу в дербі з «Бірмінгем Сіті», де його команда була сильнішою, завдяки єдиному голу Габріеля Агбонлахора. 5 жовтня 2009 року Річард Данн забив гол своїй колишній команді — «Манчестер Сіті», але був зустрінутий оплесками фанів з Манчестера, тому що Річард не святкував свій успіх. Через кілька місяців Річард забив переможний м'яч під час домашньої гри проти лондонського «Челсі», яка закінчилася з рахунком 2-1.

### Квінз Парк Рейнджерс
Влітку 2013 року Астон Вілла вирішила не продовжувати контракта з Данном, і він у липні 2013 року підписав контракт на правах вільного агента з Квінз Парк Рейнджерс.
19 жовтня 2014 року у грі проти «Ліверпуля» Річард Данн забив свій перший автогол за «Квінз Парк Рейнджерс» і ювілейний 10-й за всю кар'єру в прем'єр-лізі. До того він забив 6 автоголів, виступаючи за «Манчестер Сіті» і 3 — за «Астон Віллу». За цим показником Річард Данн є рекордсменом англійської прем'єр-ліги.

### Міжнародна кар'єра
Свою першу гру за національну команду Річард Данн провів 26 квітня 2000 року в товариській зустрічі проти збірної Греції у віці 20 років. На той момент тренером команди був Кені Каннінгем. Перший свій гол за збірну Річард забив вже через 2 місяці після дебюту, в 3-й своїй грі. Було це 4 червня у матчі проти збірної Мексики.

## Титули і досягнення
- Чемпіон Європи (U-18): 1998